# Fondazione Francesca Rava
La Fondazione Francesca Rava - NPH Italia è una ONLUS che aiuta l'infanzia in condizioni di disagio in Italia e nel mondo, tramite adozioni a distanza, progetti, attività di sensibilizzazione sui diritti dei bambini, volontariato.

## Storia
La Fondazione Francesca Rava NPH - Italia Onlus nasce nel 2000 a Milano, in memoria di Francesca Rava, e rappresenta in Italia l'organizzazione umanitaria internazionale NPH – Nuestros Pequeños Hermanos (I nostri piccoli fratelli), fondata nel 1954 da Padre W. B. Wasson, che si pone l'obiettivo di aiutare bambini orfani e abbandonati offrendo alloggio e cure nelle sue case e ospedali in 9 paesi dell'America Latina.
L'organizzazione sostiene i minori dei paesi in cui NPH è presente (Messico, El Salvador, Honduras, Haiti, Nicaragua, Repubblica Dominicana, Guatemala, Bolivia e Perù), ma è particolarmente impegnata ad Haiti, paese dove il 56% della popolazione soffre di malnutrizione e le condizioni di vita dei minori sono difficili; dal 1987 l'organizzazione è presente sotto la guida di Padre Richard Frechette, sacerdote e medico statunitense. Nel 2008 la fondazione iniziò a operare nel paese; per l'occasione Martina Colombari vi si recò varie volte e fu scelta come testimonial; anche Paola Turci organizzò un concerto a Port au Prince a favore della popolazione minorile. Nel 2010 la fondazione intervenne insieme alla NPH locale dopo il terremoto che nel gennaio dello stesso anno colpì Haiti: il programma di aiuto tramite l'adozione a distanza venne esteso anche ai bambini che frequentavano le scuole di strada NPH. Collaborò anche Andrea Pellizzari che incise insieme ai bambini dell'orfantrofio N.P.H. di Kenscoff i brani Mr Brown is back in Town e The Man with the Mac, distribuiti da Universal; i proventi dell'intera operazione vennero destinati per la realizzazione di una struttura che accogliesse i bambini orfani o in grande difficoltà. Nel 2012 Rosalba Forciniti collaboro in iniziative locali per avvicinare allo sport gli ospiti delle strutture della fondazione. Analogamente nel 2012 la fondazione intervenne in occasione del terremoto dell’Emilia.

## Premi e riconoscimenti
- Premio per la Pace (assegnato dalla Regione Lombardia, 2009).
- Premio Isimbardi (assegnato dalla Provincia di Milano 2009).
- Hollywood Humanitarian Award a Padre Richard Frechette Direttore di N.P.H. Haiti (Hollywood Awards Gala Ceremony 2009).
- Medaglia del Presidente della Repubblica assegnata per i 10 anni della Fondazione Francesca Rava (assegnato dal Presidente della Repubblica Italiana, 2010).
- Certificate of Appreciation: Paul Harris alla Fondazione Francesca Rava (assegnato da Rotary Foundation of Rotary International, 2010).
- Premio Paul Harris a Mariavittoria Rava (assegnato da Rotary Foundation of Rotary International, 2010).
- Premio “L'alfabeto delle primedonne” (assegnato dal Comune di Milano 2010).
- Ambrogino d'oro- attestato di benemerenza civica (assegnato dal Comune di Milano, 2010).
- Premio Internazionale Catania, Talenti e Dintorni (XI edizione premio solidarietà, 2010).
- Panettone d'oro - premio alla civica virtù (assegnato dal comune di Milano, 2011).
- Taormina Humanitarian Award a Padre Rick Frechette, Direttore di N.P.H. Haiti (Taormina Film Fest 2012).